# Günther Mader
Günther Mader, född 24 juni 1964 i Matrei am Brenner, Österrike, är en österrikisk före detta alpin skidåkare. 
Under sin karriär som sträckte sig mellan 1982 och 1998 vann han 14 världscupsegrar. Han är en av endast fem herrar som vunnit världscup i alla fem discipliner slalom, storslalom, super G, störtlopp och kombination. Han slutade 2:a i totala världscupen 1995 och 1996 och 3:a 1990.

## VM och OS
Mader deltog i OS vid fyra tillfällen, 1988, 1992, 1994 och 1998. Han tog brons i störtlopp 1992. I VM har han tagit fem brons och ett silver.